# Província de Jaime Zudáñez

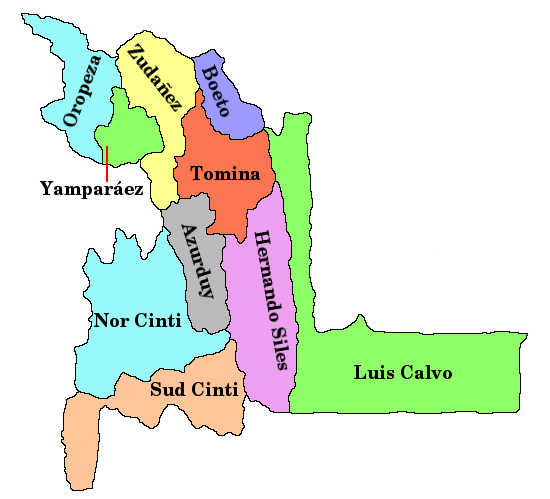
Les províncies del Departament de Chuquisaca

La província de Jaime Zudáñez és una de les deu províncies del Departament de Chuquisaca a Bolívia. La capital és Presto.